# Salone dei Mesi
Il salone dei Mesi di palazzo Schifanoia a Ferrara fu decorato per volere di Borso d'Este dai migliori pittori della scuola ferrarese attivi intorno al 1470 e costituisce, per la qualità artistica e le citazioni riferite alla cultura neoplatonica ed astrologica del tempo, uno dei momenti più significativi dell'arte del Rinascimento legati alla storia estense.

## Storia

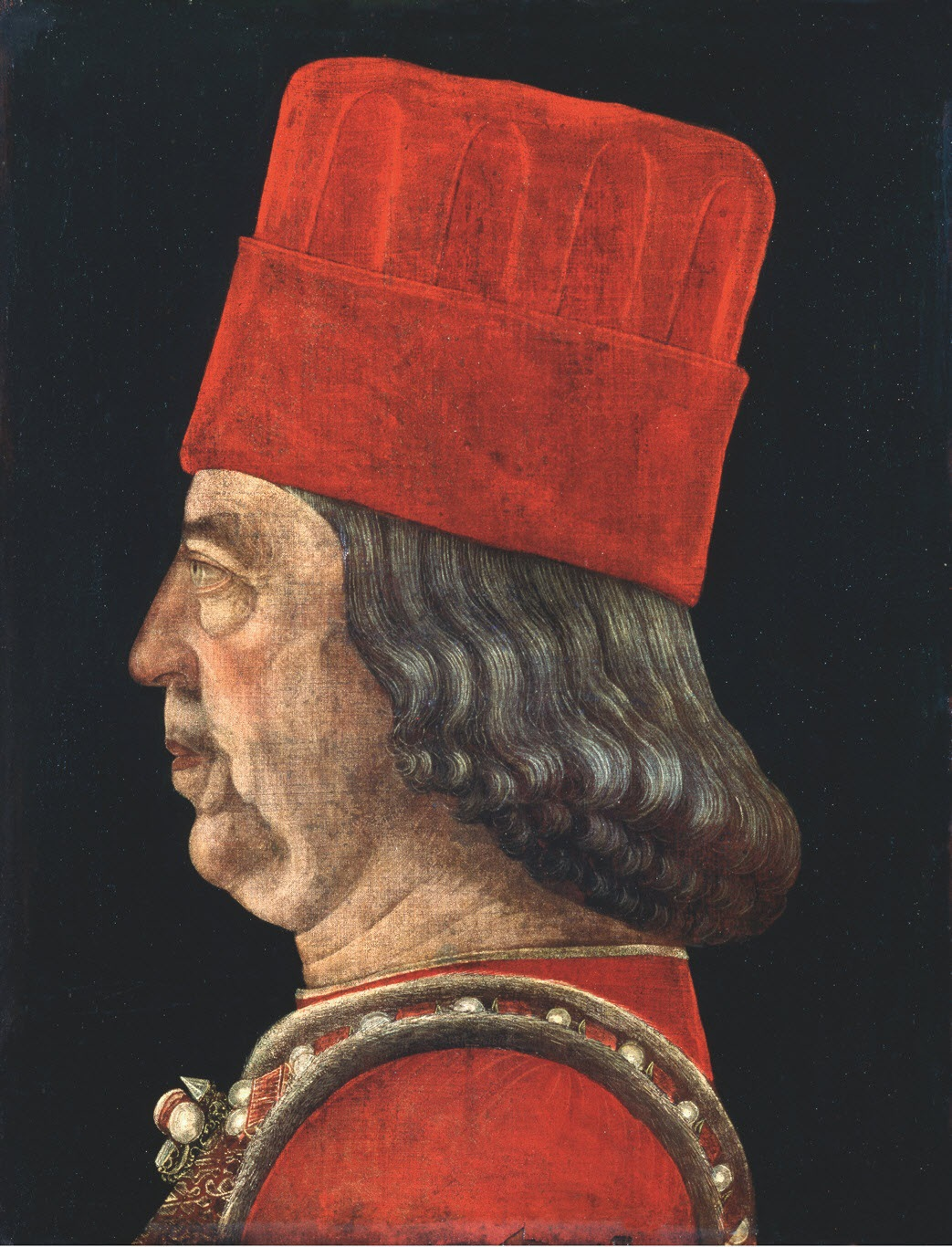
Baldassarre d'Este, Ritratto di Borso d'Este (XV secolo), Pinacoteca del Castello Sforzesco, Milano

### Borso d'Este
Gli affreschi del salone di rappresentanza di palazzo Schifanoia furono eseguiti per volontà di Borso d'Este negli anni 1468-1470.
La straordinaria rapidità esecutiva, ottenuta attraverso l'impiego di un nutrito gruppo di pittori - rappresentanti di quella che Roberto Longhi chiamò la "officina ferrarese" - si spiega, con tutta probabilità, con il fatto che gli affreschi dovevano celebrare l'investitura, da parte di papa Paolo II, di Borso a duca di Ferrara, programmata all'inizio del 1471.
Borso godeva già, per decreto imperiale, del titolo di duca di Modena e Reggio, ma l'investitura del pontefice era un atto speciale, che portava a compimento la nobilitazione del suo rango, agognata sin da quando, nel 1450, in quanto figlio illegittimo del marchese Niccolò III, subentrò al fratello nel governo della città.
In effetti Borso riteneva che la sua legittimazione a reggere la signoria estense si fosse già consolidata attraverso la sua politica di "buon governo" (come ampiamente traspare anche dalle finalità celebrative dal ciclo di affreschi del salone) e attraverso il patronaggio della cultura e dell'arte presso la corte ferrarese. La solenne cerimonia d'investitura era probabilmente raffigurata, anticipando l'evento, nei grandi campi della parete sud con i mesi di Gennaio e di Febbraio, che sono, però, andati perduti.
Manifesto politico della grandezza del duca e delle sue arti di governo, e testimonianza alta della cultura della corte estense, il ciclo di Schifanoia riprende il tema, carissimo al gusto del gotico internazionale, del "ciclo dei mesi". Il tema del Ciclo dei Mesi era già molto diffuso nell'arte medioevale. Esso riesce a coniugare la celebrazione della sacralità dell'ordine cosmico con la quotidianità del lavoro agricolo. Lo si trova spesso nelle decorazioni esterne delle chiese romaniche (come la porta dei Mesi nel duomo di Ferrara).
Nell'arte gotico-cortese il ciclo perse in parte i suoi caratteri più marcatamente popolari e si arricchì di scene eleganti e di raffigurazioni fantastiche, con l'occasione di raffigurare l'elegante spensieratezza della vita di corte a cui fa da contrasto il richiamo alle fatiche della vita contadina. Tra gli esempi celebri di rappresentazione del ciclo dei mesi ci sono gli affreschi eseguiti tra la fine del XIV e l'inizio del XV secolo da un anonimo maestro a Trento, nella torre Aquila nel castello del Buonconsiglio, oppure le raffinate miniature delle Les très riches Heures du Duc de Berry, eseguite dai fratelli Limbourg verso il 1412-1416.
La decorazione venne ispirata in tutta probabilità da Pellegrino Prisciani, astronomo, astrologo e bibliotecario di corte, assistito forse da altri eruditi.

### Vicende successive

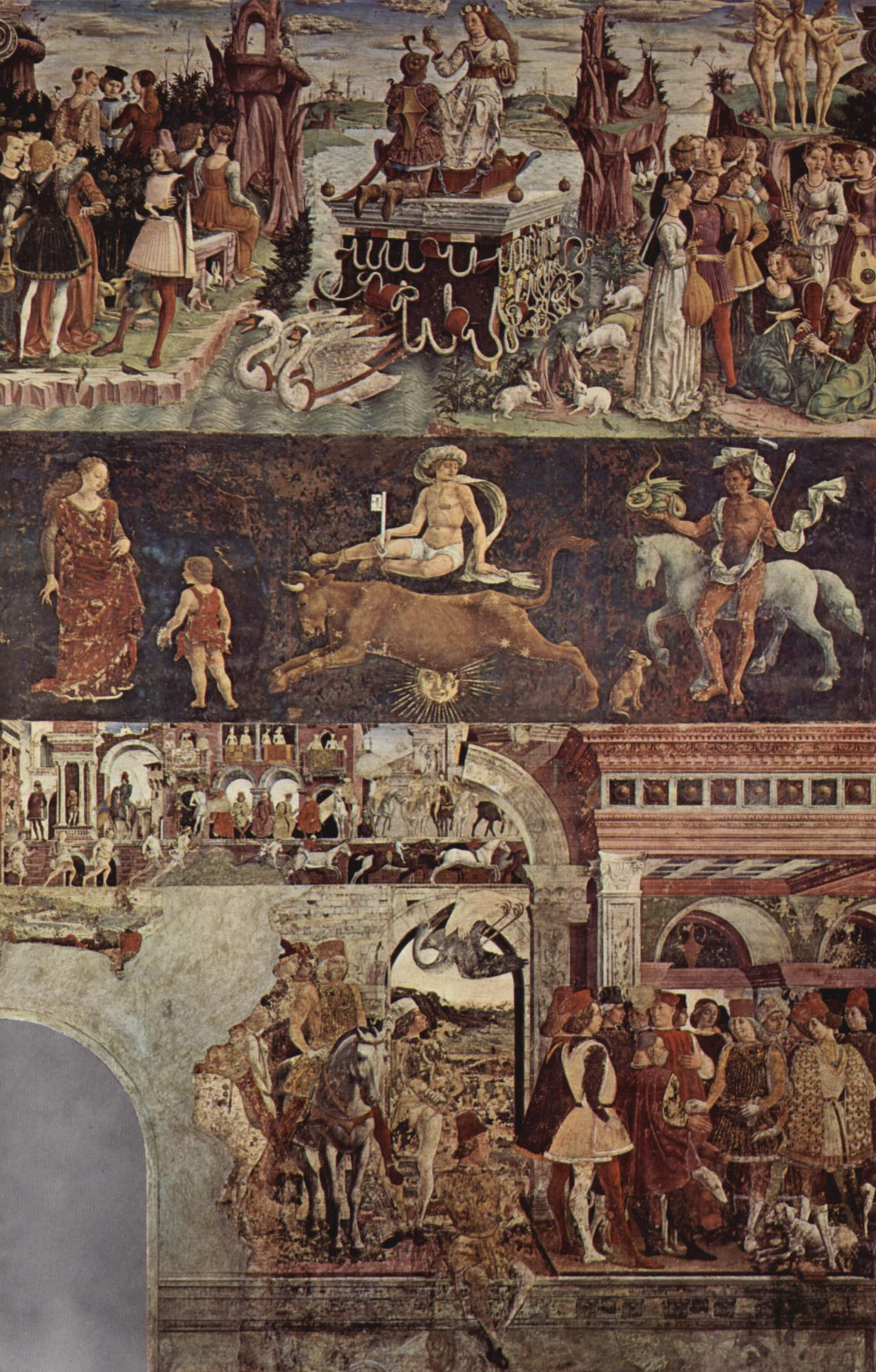
Francesco del Cossa, Aprile

L'attuale entrata al salone, attraverso lo scalone ottocentesco, è in posizione incongrua rispetto allo svolgimento del ciclo. Il vecchio ingresso (il segno della cui porta è tuttora visibile nella parete nord) poneva gli ospiti di fronte alla parete sud, con gli affreschi raffiguranti i mesi di Gennaio e Febbraio, oggi quasi completamente illeggibili.
Il ciclo fu realizzato con due tecniche pittoriche differenti: ad affresco (tutta la parete est e quasi tutta quella nord) e a secco (l'intere pareti sud e ovest e parzialmente quella settentrionale). Le ragioni del decadimento delle decorazioni eseguite a secco si spiegano con la fragilità insita alla tecnica stessa, ma anche con il venir meno, verso la fine del XVI secolo, dell'interesse per palazzo Schifanoia, che era stato per circa due secoli luogo di svago e di delizia per i signori di Ferrara, ma che, a dispetto del nome, aveva forse stancato la famiglia estense. Le cose peggiorarono ulteriormente quando Ferrara fu incorporata nello stato pontificio e gli estensi trasferirono la loro corte a Modena (1598). A metà del XVIII secolo Baruffaldi vide le pitture e, segnalando come già quasi scomparse le porzioni dipinte a secco, identificò in Cosmè Tura l'autore dell'intera decorazione.
Adibito il palazzo ad uso civile, il salone ospitò le lavorazioni di una manifattura di tabacchi e poi un granaio, con una completa intonacatura delle pareti sopra le pitture ormai malandate. Rimosso progressivamente lo scialbo tra il 1820 ed 1840, gli affreschi sono stati riportati alla luce e in buona parte recuperati. Sette dei dodici campi (quelli dei mesi che vanno da Marzo a Settembre) risultavano ampiamente leggibili; gli altri erano irrimediabilmente perduti.
I molteplici restauri successivi consentono, almeno in parte, di rivivere l'incanto di uno dei momenti più alti e magnificenti della pittura rinascimentale a Ferrara.

## Autori degli affreschi

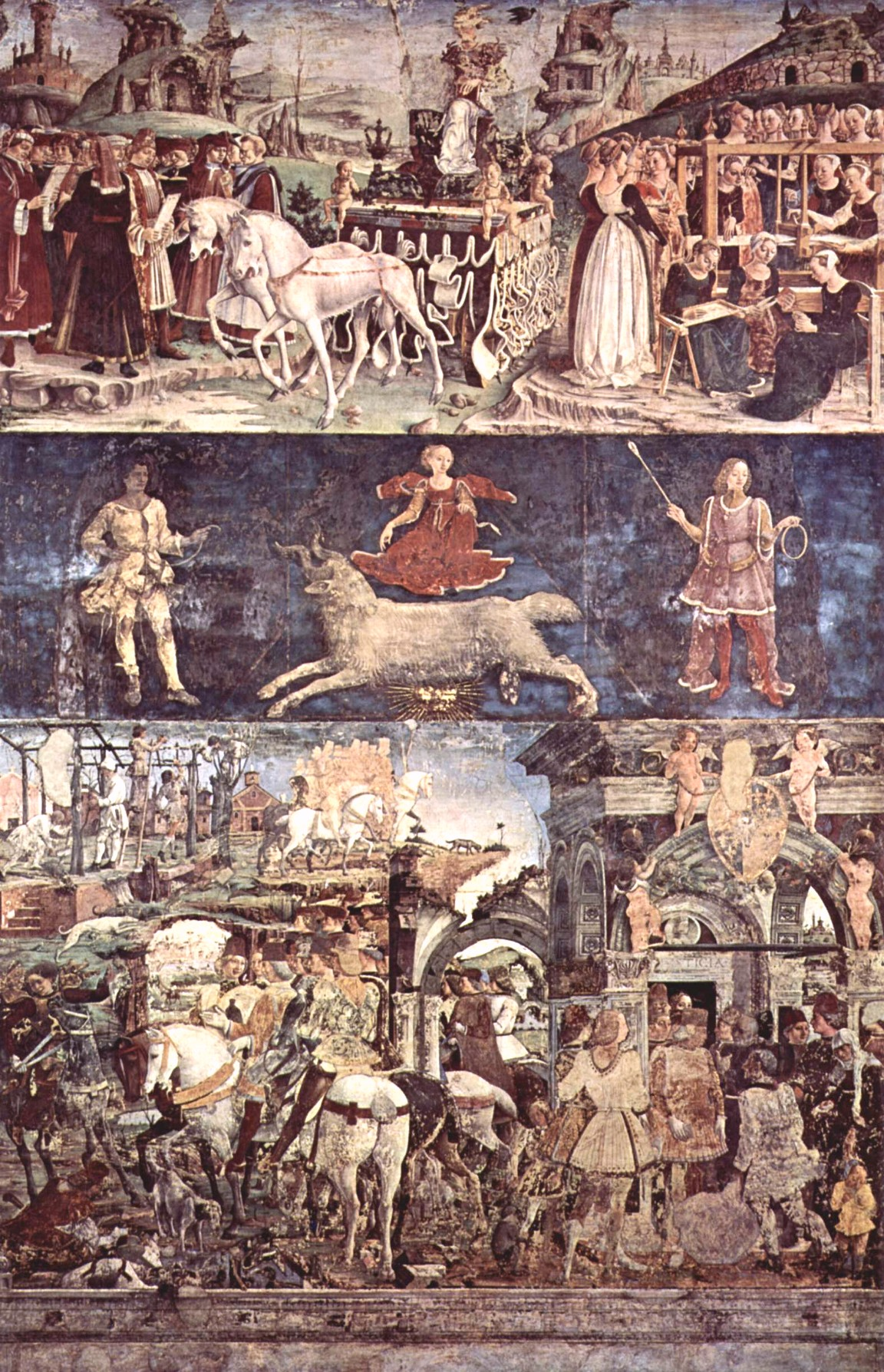
Francesco del Cossa, Marzo

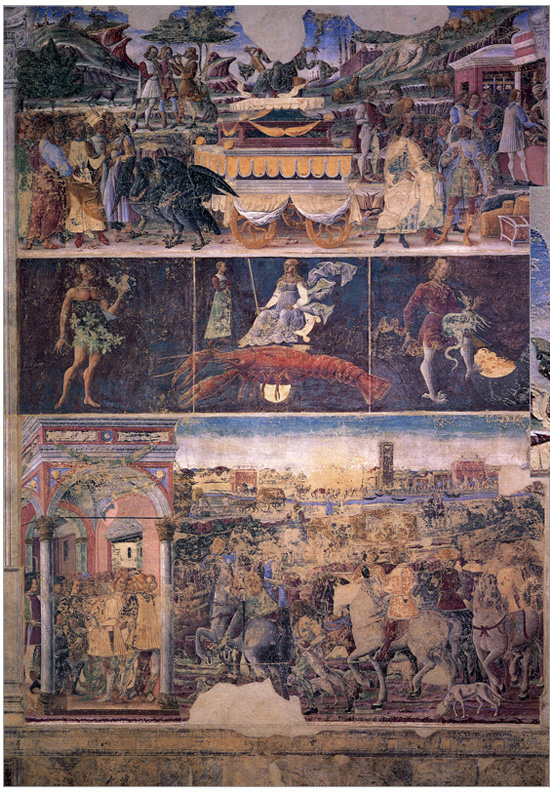
Maestro degli occhi spalancati, Giugno

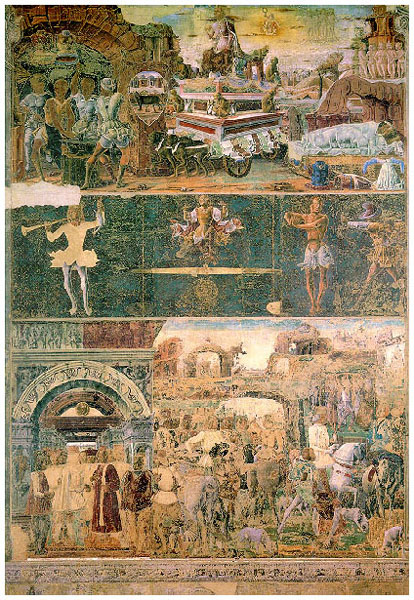
Ercole de' Roberti, Settembre

La realizzazione in un arco di tempo così breve di un ciclo di affreschi che copre interamente, sviluppandosi in tre fasce sovrapposte, le pareti del salone (lungo 24 metri, largo 11 e alto 7,5) dovette mobilitare l'intera "Officina Ferrarese".
Il ricorso al condizionale, nel dar conto degli artisti che, offrendo un esempio straordinario di lavoro collaborativo, affrescarono le pareti del salone, è d'obbligo essendo ancora abbondantemente aperta la questione attributiva delle varie scene che compongono il ciclo. Anche la partecipazione diretta di Cosmè Tura, il caposcuola della scuola pittorica ferrarese del Quattrocento, è oggi quasi del tutto esclusa dagli studiosi che, in passato, gli avevano invece assegnato il ruolo di coordinamento complessivo e di realizzatore dei cartoni preparatori. Una simile mansione fu indubbiamente svolta da qualche artista di rilievo ma, allo stato degli studi, la sua identità non è stata ancora definita.
La sola attribuzione certa è relativa ad un altro pittore ferrarese, Francesco del Cossa, di poco più giovane di Cosmè Tura, che dimostrò qui di aver assimilato, in termini di vigorose capacità figurative e di resa cromatica, la lezione del maestro. Il suo lavoro al salone dei Mesi è documentato da una lettera che egli indirizzò a Borso d'Este, dichiarando di aver eseguito i campi del ciclo relativi ai mesi di Marzo, Aprile e Maggio ricevendone una retribuzione incongrua, poiché Borso pagava gli affreschi con "dece bolognini" a piede quadrato, che gli faceva ritenere di essere stato "tratato et iudicato et apparagonato al più tristo garzone di Ferrara", quando oramai, i maggiori artisti del tempo venivano pagati secondo i materiali, il tempo impiegato e considerando anche la "maestria" dell'artista.
La mano del giovane Ercole de' Roberti, che a quel tempo doveva aver, a stento, raggiunto i vent'anni, è stata rilevata nelle scene della Fucina di Vulcano e degli Amori di Marte e di Venere, visibili nel mese di Settembre.
Altri artisti dell'Officina Ferrarese mobilitati per la realizzazione del ciclo di affreschi rimangono ignoti e ci si riferisce ad essi con nomi convenzionali quali "Maestro di Ercole", talvolta indicato come Maestro dell'Agosto o "Maestro dagli occhi spalancati" (mesi di Giugno e Luglio).
Sappiamo che il pittore Baldassarre d'Este, altro figlio illegittimo di Niccolò III che ebbe meno fortuna di Borso, fu incaricato nel 1473 di ritoccare i ritratti del duca. Alcuni critici lo vogliono anche autore del gruppo di eleganti cavalieri che si vede accanto alla finestra posta all'inizio della parete nord, prima del campo occupato dal mese di Giugno.

## Organizzazione del ciclo
Il salone è lungo 24 metri, largo 11 e alto 7,5. Il ciclo avviava sulla parete sud, leggendosi da destra a sinistra, con i primi due mesi e una scena di Torneo. Seguiva con un impianto simmetricamente disposto nelle pareti est (tre mesi), nord (quattro mesi) e ovest (tre mesi).
A ogni mese è dedicato uno dei settori delle pareti, divisi da paraste dipinte. Ogni settore è a sua volta diviso in tre fasce orizzontali: due figurate di altezza maggiore in alto e in basso e uno centrale, più stretto, a sfondo blu. La fascia centrale mostra il segno zodiacale del mese, accompagnato da tre "decani".
Quella superiore mostra il trionfo della divinità protettrice del mese attorniata da vari "figli" che sono intenti alle attività proprie del periodo e delle loro caratteristiche; numerosi sono i riferimenti neoplatonici che richiamano la complessa cultura astrologica e la passione per le allegorie derivate da dotte rivisitazioni della mitologia romana.
La fascia inferiore infine è decorata da scene della vita e del governo di Borso d'Este.

### Parete sud
Sulla parete sud iniziava il ciclo coi mesi di Gennaio e Febbraio, ciascuno tra due porte per un totale di quattro aperture ad arco. Tra le due porte centrali si trovava poi una scena di Torneo. Questi affreschi sono quasi del tutto perduti, ma tramite una copia a olio della fine del XIX secolo di Giuseppe Mazzolani e tramite i rinvenimenti in fase di restauro e le deduzioni è stato possibile ricostruirne almeno il tema.
Gennaio era dedicato al segno dell'Aquario, con il trionfo forse di Giunone o di Giano. La scena della vita di Borso doveva mostrare la proclamazione di Borso d'Este a duca di Ferrara tra personaggi della sua corte, del quale resta un frammento attribuito da Gruyer e Venturi a Baldassarre d'Este.
Febbraio, mese dei Pesci, iniziava con il trionfo di Nettuno e terminava con l'Incoronazione di Borso. Ai lati dell'affresco restano un frammento di Cortile di Castello e uno di Cavalieri, quest'ultimo attribuito a Cosmè Tura.

### Parete est
La parete est è una delle meglio conservate, inoltre è l'unica in cui l'autografia degli affreschi a un maestro, in questo caso Francesco del Cossa, sia documentata. Vi si apre una piccola porta non coeva agli affreschi che ha danneggiato il mese di Aprile, inoltre si nota la grossa apertura di un portale oggi tamponato che aveva danneggiato quasi tutta la fascia inferiore del Maggio.
Le scene rappresentate sono:
- Marzo di Francesco del Cossa
  - Trionfo di Minerva
  - Ariete
  - Borso d'Este amministra la giustizia e va a caccia
- Aprile di Francesco del Cossa
  - Trionfo di Venere
  - Toro
  - Borso d'Este torna dalla caccia, assiste al Palio di San Giorgio e dona una moneta al buffone Scoccola
- Maggio di Francesco del Cossa e collaboratori
  - Trionfo di Apollo
  - Gemelli
  - Scene campestri con in primo piano contadini che falciano

### Parete nord
Anche la parete nord è ben conservata. Vi si aprono tre finestre, su cui si trovano degli affreschi che non fanno parte strettamente del tema dei mesi. A sinistra si incontra un gruppo di Cavalieri con pennoni, attribuito a Baldassarre d'Este, fratellastro di Borso che amava dedicarsi alla pittura; seguono due mesi, poi un'altra finestra con Cortile di Castello, di maestro ignoto, e infine, dopo altri due mesi, la frammentaria Cavalcata settembrina, di Ercole de' Roberti.
- Giugno attribuito al Maestro dagli occhi spalancati
  - Trionfo di Mercurio
  - Cancro
  - Borso d'Este in corteo ascolta una supplica; sullo sfondo la banchina di un porto fluviale
- Luglio attribuito al Maestro dagli occhi spalancati
  - Trionfo di Giove e Cibele
  - Leone
  - Borso d'Este riceve un gruppo di ambasciatori
- Agosto attribuito al Maestro dell'Agosto o Gherardo da Vicenza (?)
  - Trionfo di Cerere
  - Vergine
  - Borso d'Este riceve ambasciatori e parte per la caccia
- Settembre attribuito a Ercole de' Roberti o Maestro della Bilancia
  - Trionfo di Vulcano
  - Bilancia
  - Borso d'Este in parata, sullo sfondo scene di vendemmia

### Parete ovest

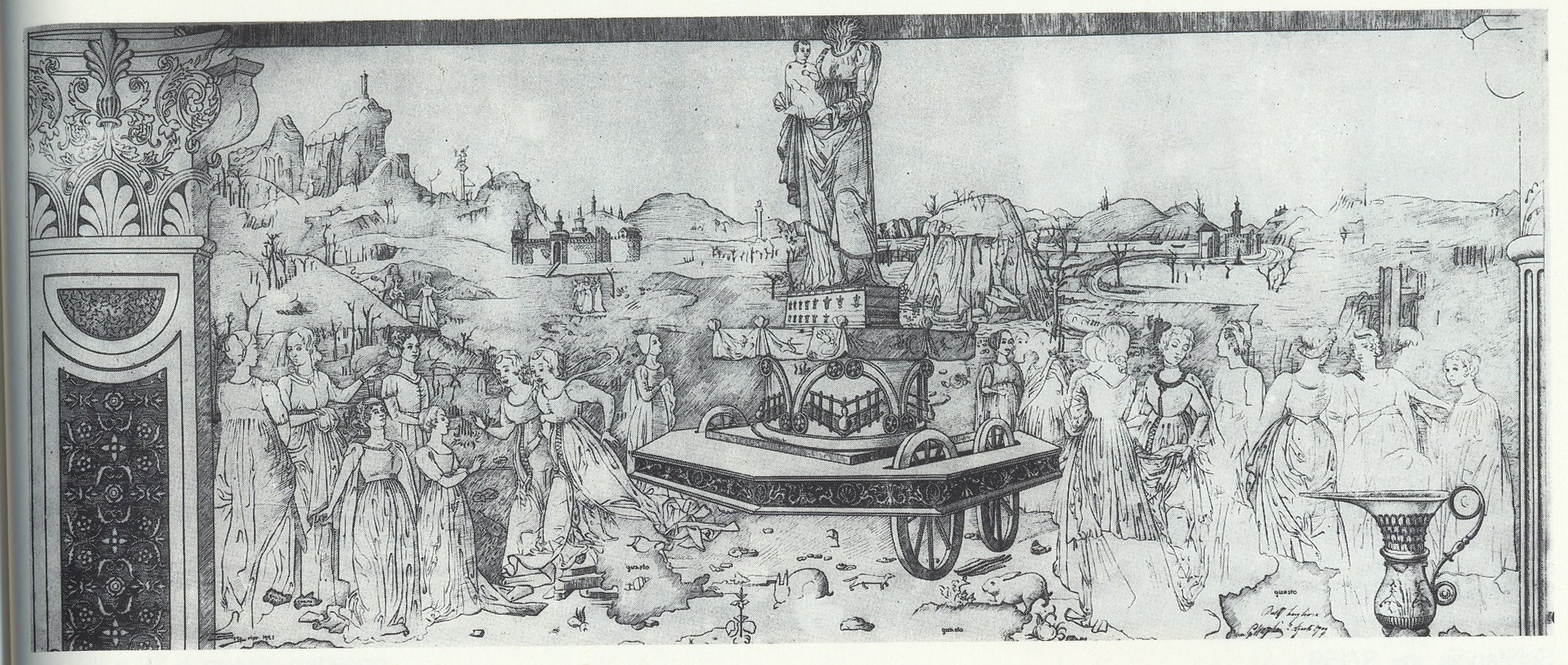
Una copia del Trionfo di Vesta, in Dicembre

La decorazione della parete ovest è quasi completamente perduta. Vi si aprivano due porte quadrate. Da destra era presente il mese di Ottobre, sotto il segno dello Scorpione e con il trionfo di Marte. In Novembre, mese del Sagittario, doveva trovarsi il trionfo di Diana, mentre nella fascia inferiore era rappresentata probabilmente una scena di caccia. L'ultimo mese di Dicembre, sotto il segno del Capricorno, conserva il Trionfo di Vesta, anche se il volto della dea è completamente perduto: può darsi che si sia trattato di un rudimentale tentativo di stacco effettuato forse ai tempi della scialbatura.

### ITrionfi
La tradizione dei trionfi si lega soprattutto al nome di Petrarca che nell'omonimo poema celebrò tra gli altri la visione Amore trionfante, raffigurato su un carro secondo l'uso romano, seguito da una schiera di amanti famosi in guisa di prigionieri del dio. Nelle corti rinascimentali la rappresentazione dei trionfi era diventata spesso il punto culminante di feste nuziali o carnevalesche.

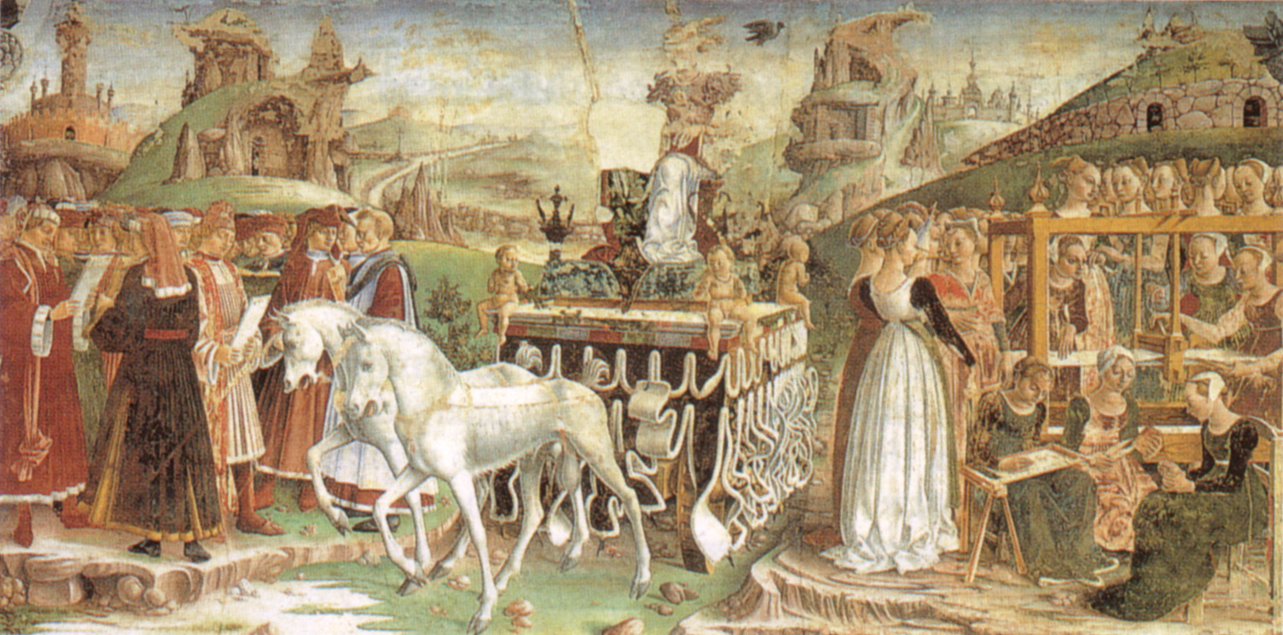
Trionfo di Minerva

Gli affreschi di palazzo Schifanoia compongono, quando si percorra con lo sguardo le loro fasce superiori, una fantasmagorica parata di trionfi, piena di invenzioni e di colore: in ogni campo del ciclo la divinità che regge il mese è raffigurata su un carro addobbato a parata, trainato da animali sempre diversi (oltre a cavalli, cigni, aquile, scimmie…), mentre le persone su cui il dio del mese regna popolano le scene che si svolgono ai lati del carro trionfale, impegnati nelle attività che il segno astrale rende propizie. Così, ad esempio, ai lati del carro di Minerva, nel mese di Marzo, troviamo sulla sinistra un gruppo di saggi che meditano su alcuni documenti, mentre sulla destra troviamo un gruppo di donne intente ad opere di tessitura, in cui si esalta l'utilizzo competente degli strumenti per il lavoro.
Si tratta di figurazioni ricche di riferimenti simbolici, non sempre facili da intendere, strettamente legati alla cultura umanistica, imbevuta di mitologia e di libri antichi.
Aby Warburg indicò come fonte di ispirazione per la serie di Trionfi il poema latino Astronomica di Marco Manilio, del quale era stato ritrovato un codice nell'abbazia di San Gallo da parte di Poggio Bracciolini nel 1417 e che doveva essere noto anche a Pellegrino Prisciani.

### IDecani

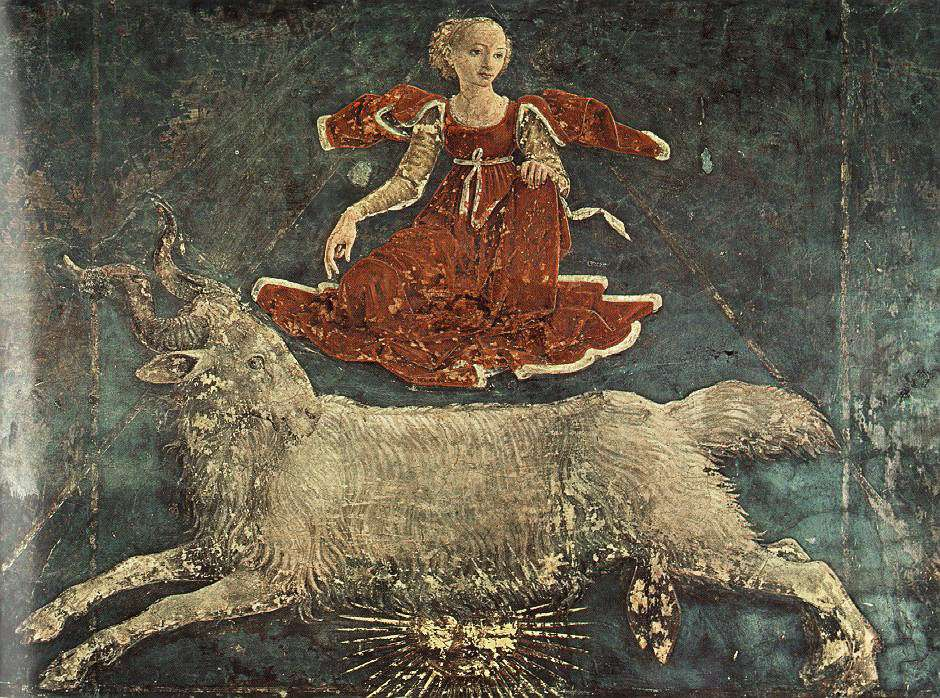
Decano centrale di Marzo

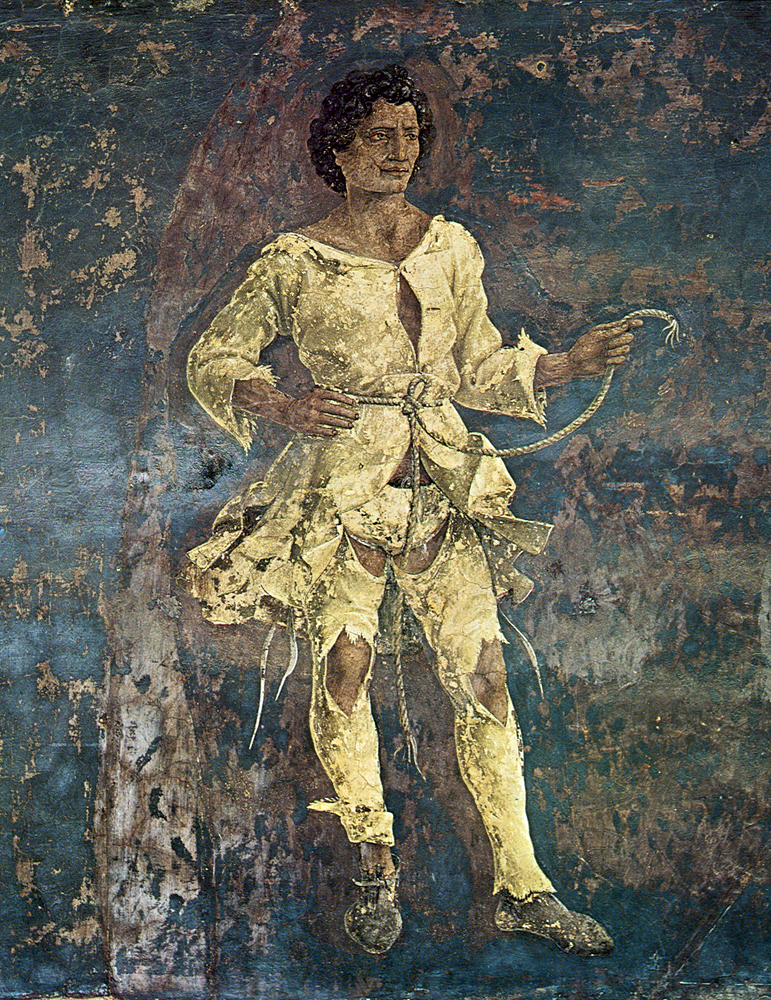
Decano di sinistra di Marzo

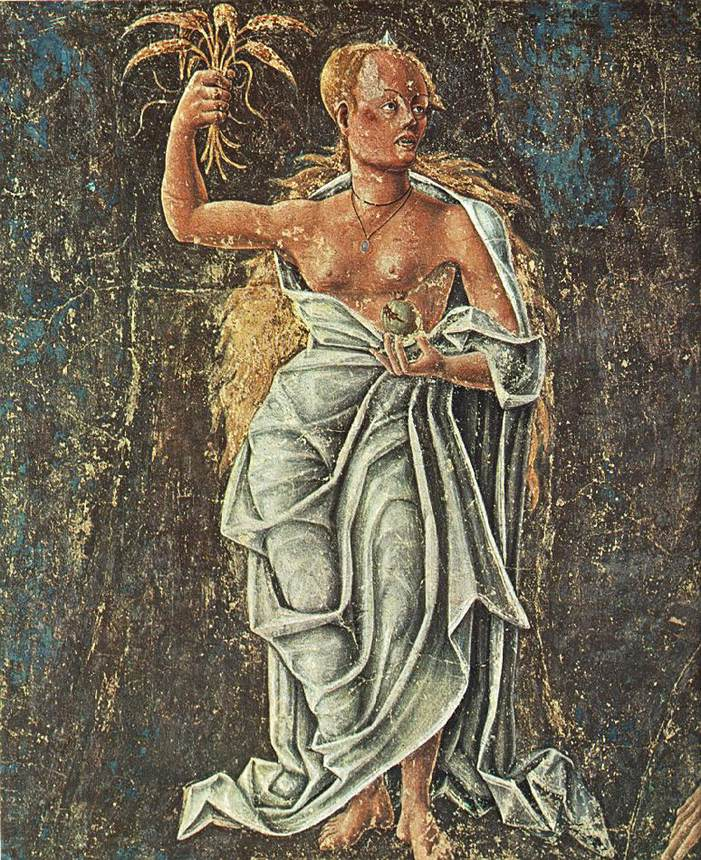
Decano di sinistra di Agosto

La fascia centrale posta sotto i trionfi che corre tutt'intorno al salone è forse la più enigmatica dell'intero ciclo. Vi sono rappresentati i segni dell'oroscopo al centro, immediatamente riconoscibili, ma più complesso è il significato dei personaggi associati, tre per ciascun mese.
Ad esempio, nel mese di Marzo (segno dell'Ariete) si trova, da sinistra a destra, la figura di un uomo dalla pelle scura e dallo sguardo irato che indossa il vestito bianco e lacero, con una lunga corda che gli cinge i fianchi; poi la figura di una giovane donna che indossa una veste purpurea; poi ancora un giovane elegante che porta ai fianchi una ricca cintura con un medaglione e tiene in una mano un cerchio e nell'altra una freccia.
Anche in questo caso fu Aby Warburg a indicare l'interpretazione che è ritenuta maggiormente corretta. Si tratta dei Decani, misteriose e inquietanti figure astrologiche ricavate dalla cultura dell'antico Egitto: ognuno di essi presiede uno degli archi corrispondenti alla suddivisione del cerchio zodiacale in 36 decadi. Sant'Agostino li considerava demoni e condannò le pratiche magiche che ad essi si appellavano.
Gli abbinamenti dio-mese sono riportati negli Astronomica del poeta di età imperiale Manilio.
Frances Amelia Yates descrisse nei seguenti termini il significato dei decani:
(Frances A. Yates, op. cit., pag. 61)
Riprendendo quindi l'esempio di Marzo, il decano posto a sinistra corrisponderebbe secondo Warburg alla descrizione del Vir niger derivata dai testi sulle virtù e sui malefici delle costellazioni celesti scritti dell'astronomo ed astrologo arabo Albumasar (IX secolo). Altre corrispondenze vennero notate, non senza qualche forzatura, tra i decani di Schifanoia e le descrizioni contenute nella traduzione latina di un altro testo arabo Picatrix (XI secolo), studiato nel Rinascimento da Marsilio Ficino. Tuttavia tutte le indagini iconografiche successive non hanno consentito di risalire con sicurezza alla fonti letterarie che si supponeva avesse consultato Pellegrino Prisciani per indicare le immagini appropriate ai pittori impegnati nella raffigurazione dei decani.
Abbandonando le indagini iconografiche per entrare nel merito di quelle astronomiche, si è recentemente avanzato l'ipotesi che la fascia intermedia degli affreschi costituisca un eccezionale calendario astronomico, che ogni decano sia associato ad una precisa costellazione e che la sua figurazione fantastica evochi efficacemente la configurazione degli astri che compongono tale costellazione.

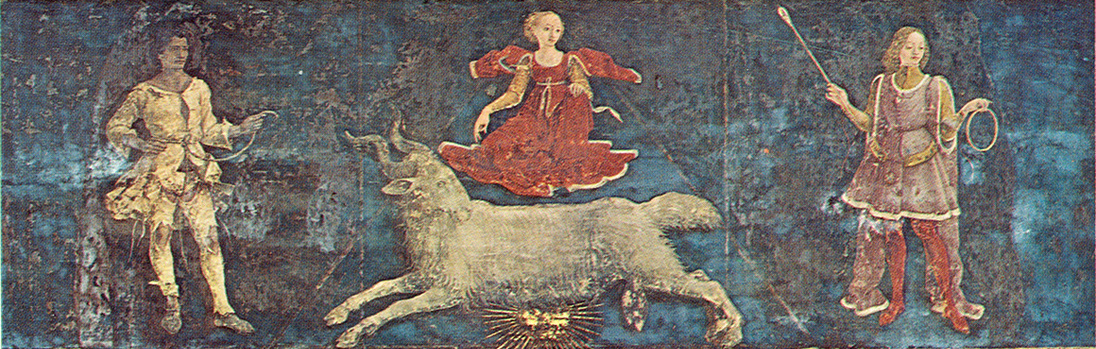
Decani di Marzo
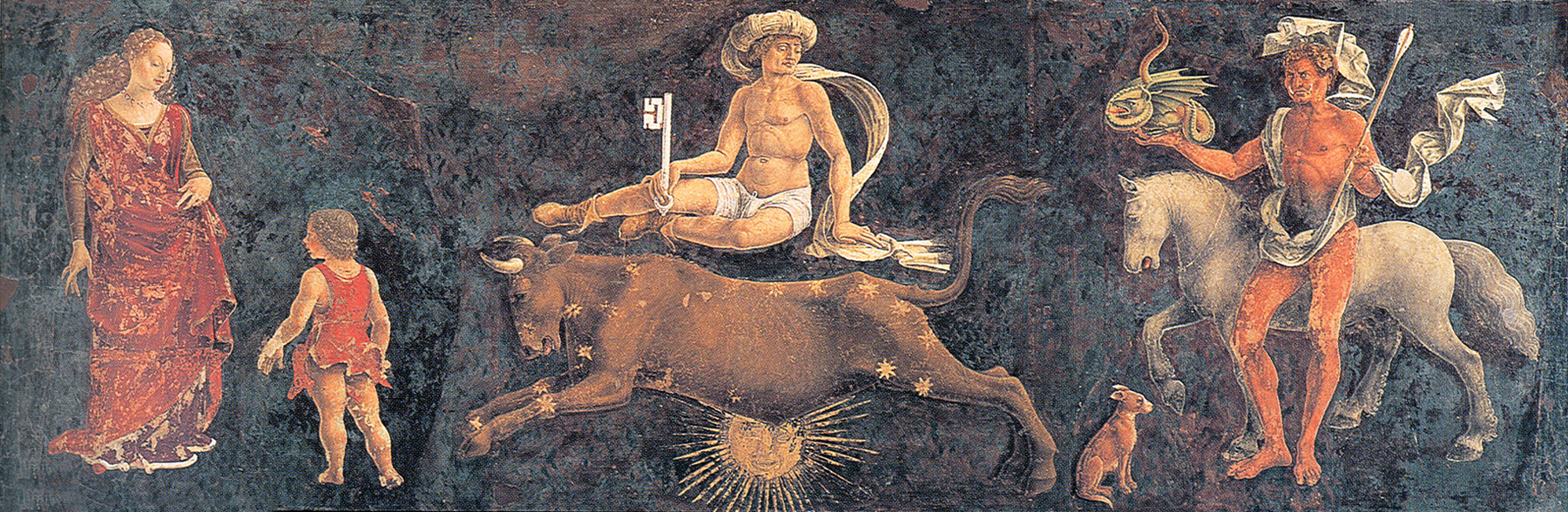
Decani di Aprile
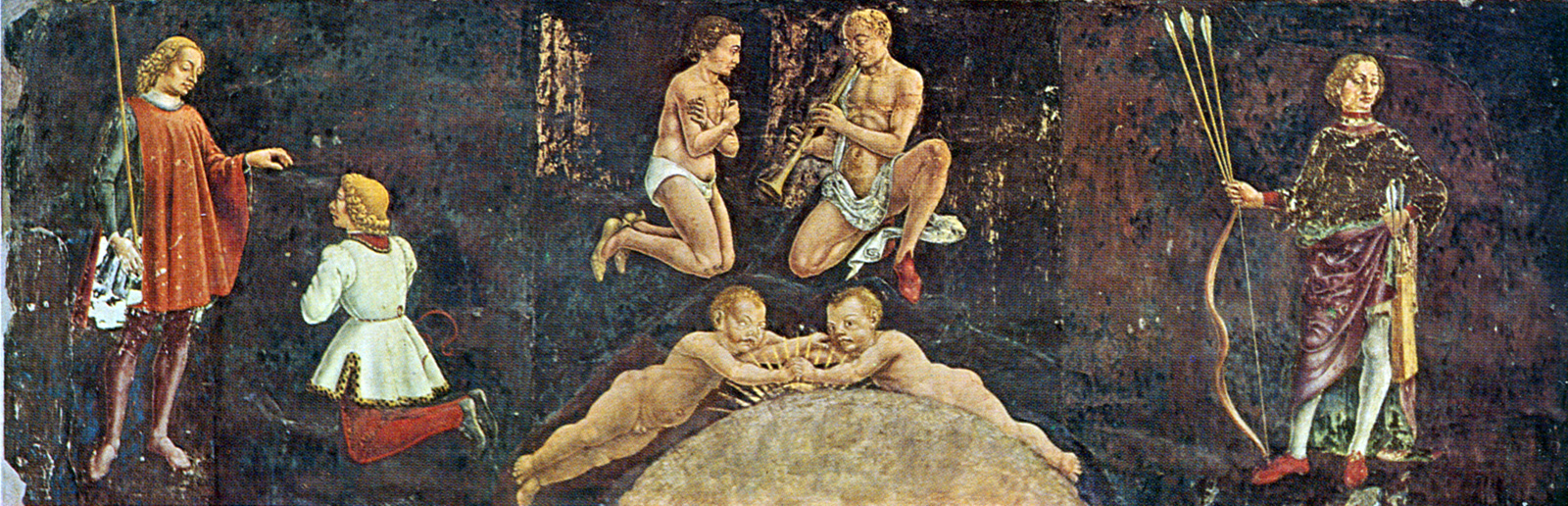
Decani di Maggio
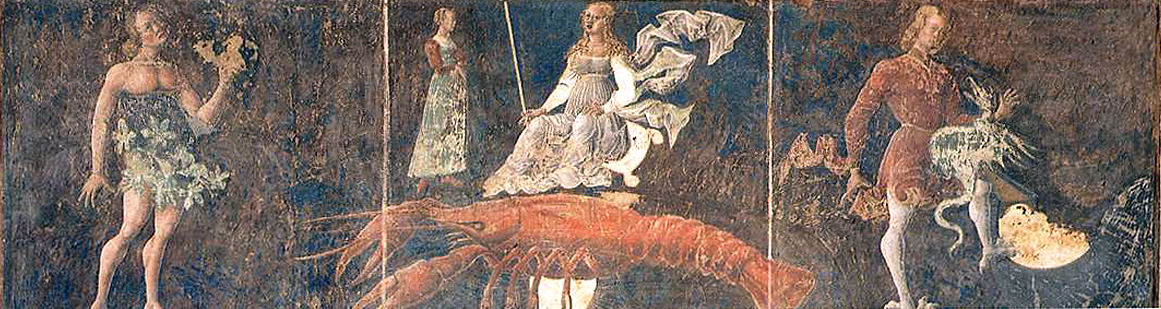
Decani di Giugno
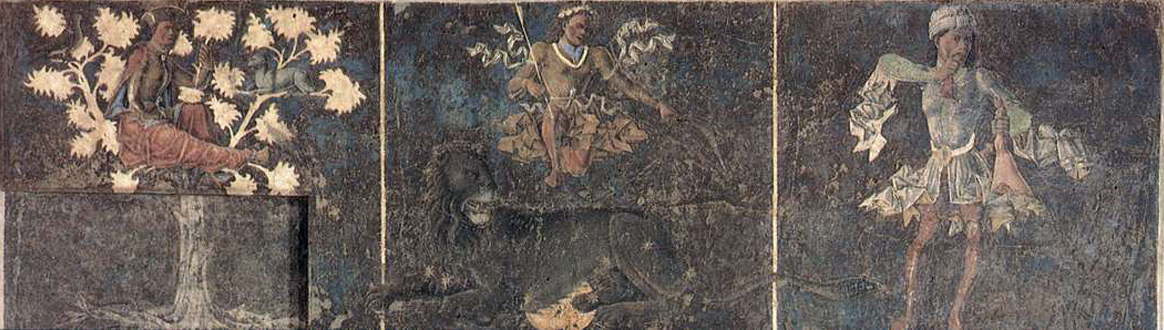
Decani di Luglio
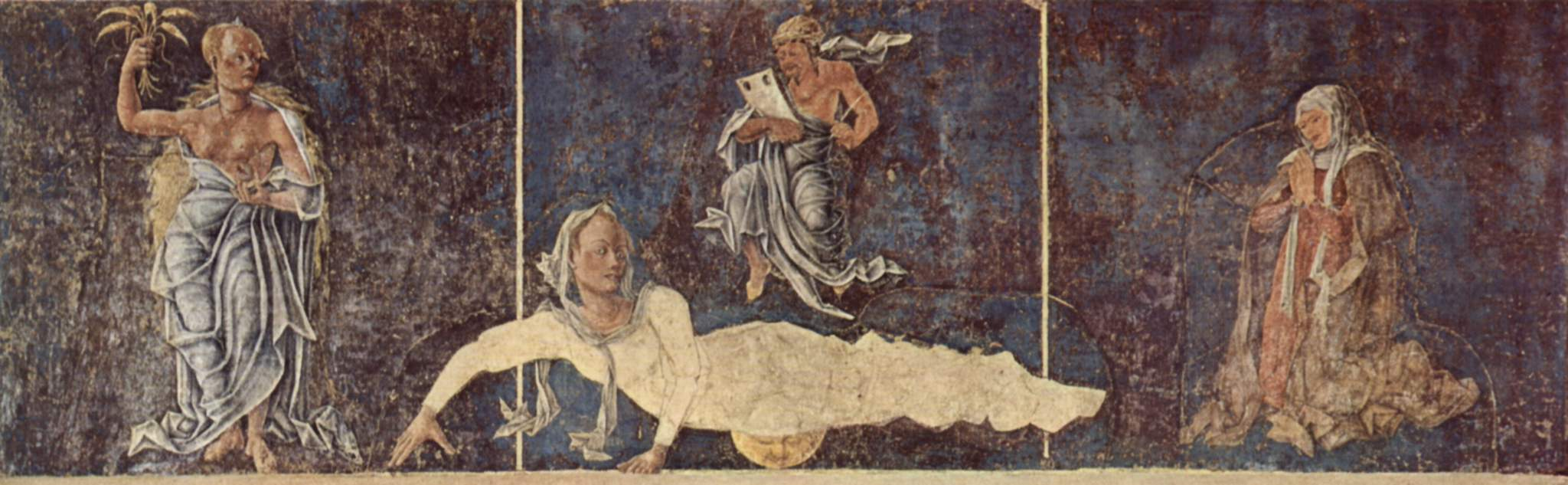
Decani di Agosto
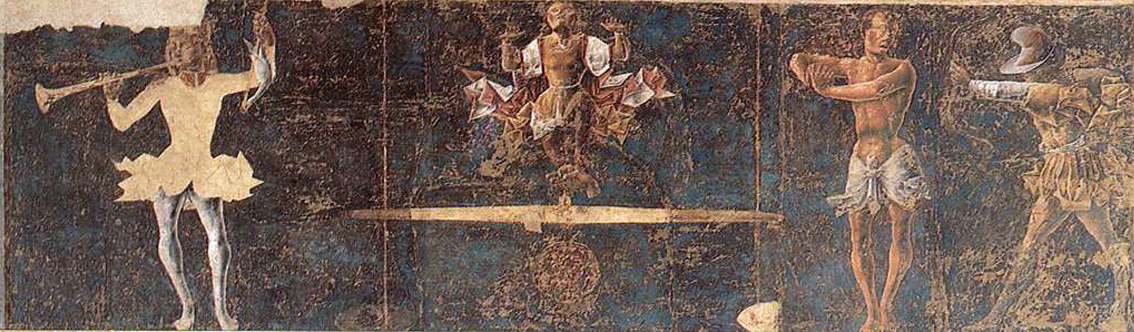
Decani di Settembre

### LeScene della vita di Borso d'Este

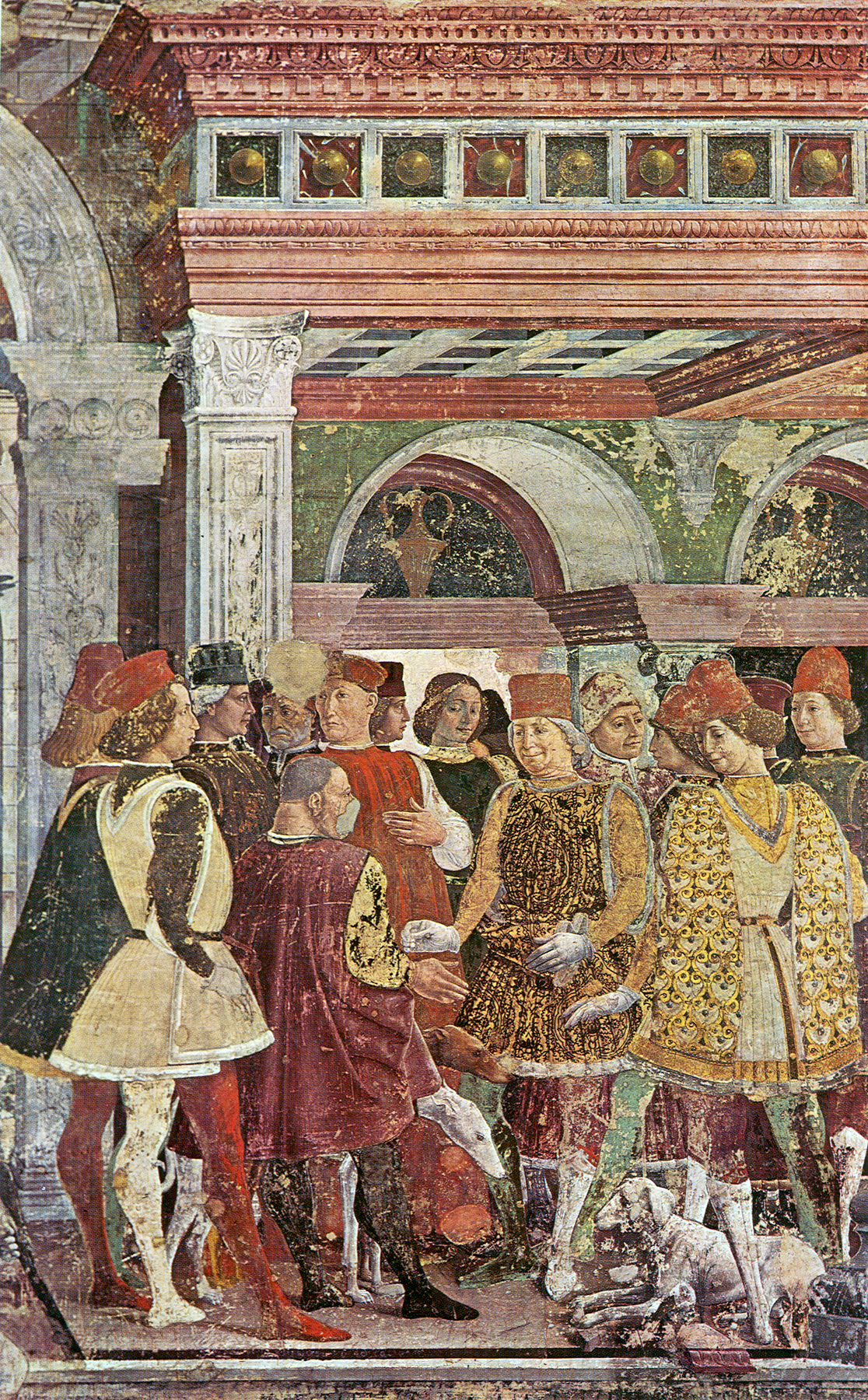
Borso d'Este dona una moneta al buffone Scoccola, Mese di Aprile

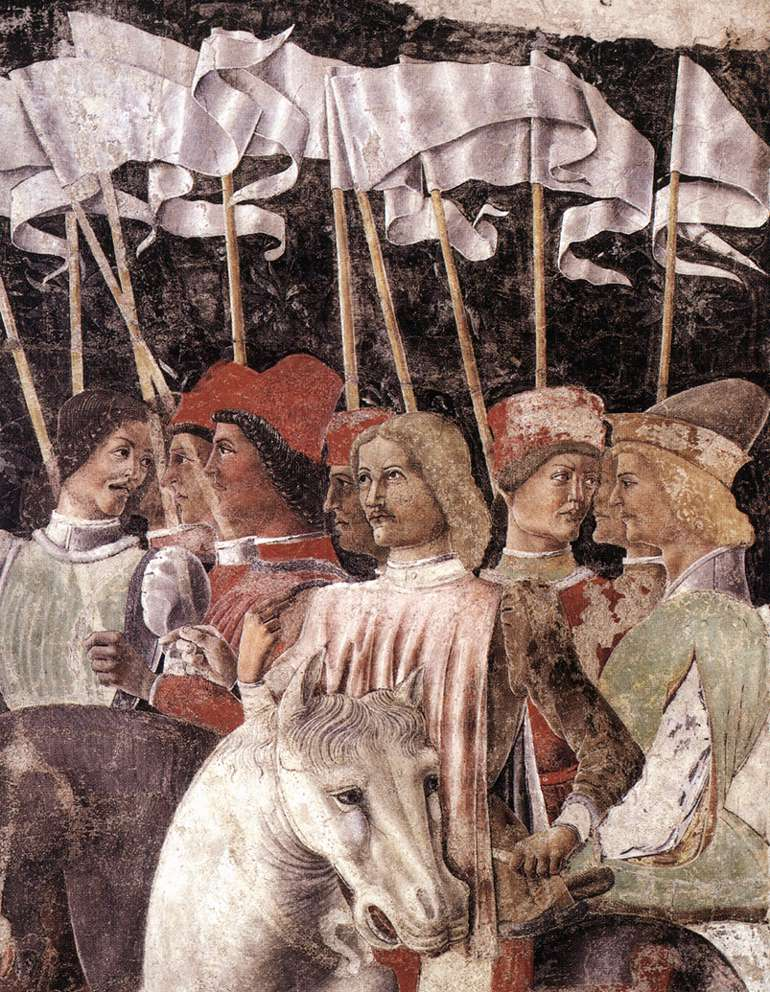
I Cavalieri portabandiere di Baldassarre d'Este

La fascia inferiore infine è decorata da scene della vita e del governo di Borso d'Este, di chiari intenti celebrativi, ma anche ideali e politici, con la rappresentazione dello Stato nelle varie funzioni, di governo e di rappresentanza. La fascia inferiore, quella ad altezza uomo, rappresenta infatti Borso a fianco dei membri della sua corte impegnato in una serie di attività ludiche o intento ad atti di governo, gli echi del gotico internazionale non essendo immemori della lezione di Pisanello. Ma l'ambientazione delle scene, tra architetture eleganti e rovine romane, con un rigoroso utilizzo della prospettiva, rimanda inequivocabilmente alla raffinata cultura pittorica rinascimentale, che ormai si era affermata nell'Italia del Nord. Pressoché negli stessi anni, con lo stesso intento celebrativo, Mantegna stava dipingendo a Mantova la Camera Picta. I personaggi che sono raffigurati nelle scene che illustrano la vita di corte (ora conservate in modo comparativamente peggiore) dovevano essere reali, ben riconoscibili dagli ospiti ricevuti nel salone. Le scene della vita contadina, che qua e là si scorgono sullo sfondo, più che indicare l'alternanza delle stagioni, paiono inserti pittorici finalizzati a celebrare la prosperità economica del ducato ed il "buon governo" di Borso.